# Bębnów (województwo łódzkie)
Bębnów – wieś w Polsce położona w województwie łódzkim, w powiecie wieluńskim, w gminie Konopnica. Bębnów zamieszkuje ok. 100 mieszkańców. Główną atrakcją miejscowości jest sąsiedztwo rzeki Warty.

## Historia
Miejscowość historycznie należy do ziemi wieluńskiej. Ma metrykę średniowieczną i istnieje co najmniej od XIV wieku. Wymieniona w 1391 w dokumencie zapisanym w języku łacińskim jako Bambnow, Babnow, Bembnow .
Wieś wspominały historyczne dokumenty prawne, własnościowe i podatkowe. W 1415 odnotowany został miejscowy sołtys. W 1462 Jan z Konopnicy zastawił we wsi za 19 grzywien 1 łan osiadły oraz 1 łan opuszczony. W 1511 miejscowość leżała w powiecie wieluńskim, a w 1520 przynależała do parafii Osjaków. W 1511 liczyła 1,5 łany powierzchni, w 1518 – 3 łany. W 1520 kanonicy wieluńscy pobierali z całej wsi dziesięcinę snopową w wysokości 1,5 grzywny. Plebanowi w Osjakowie przysługiwało we wsi meszne z łanów osiadłych. W miejscowości mieszkali wówczas zarówno zagrodnicy jak chałupnicy. W 1552 we wsi gospodarowało 10 kmieci .
W latach 1975–1998 miejscowość administracyjnie należała do województwa sieradzkiego.
W roku 2008 we wsi były prowadzone wykopaliska archeologiczne przez muzeum w Wieluniu.